# Burgas
För andra betydelser, se Burgas (olika betydelser).
Burgas (bulgariska: Бургас; med betoning på andra stavelsen; även stavat Bourgas) är en stad i Bulgarien med 203 017 invånare (2015), vilket gör den till den näst största staden på den bulgariska svartahavskusten. Den är även fjärde störst i landet efter Sofia, Plovdiv och Varna. Staden, som ligger i Burgasbukten, har Bulgariens näst största hamn med viktig fiskeindustri. Söder om staden ligger viktig petrokemisk industri. Burgas är framför allt känd för sina badstränder och är en populär turistort. Staden är huvudort i regionen Burgas.

## Historia
Burgas var känt under namnet Pyrgos (grekiska: Πύργος).

## Klimat
Uppmätta normala temperaturer och -nederbörd i Burgas:
|                                            | Jan | Feb | Mar  | Apr  | Maj  | Jun  | Jul  | Aug  | Sep  | Okt  | Nov  | Dec |
| ------------------------------------------ | --- | --- | ---- | ---- | ---- | ---- | ---- | ---- | ---- | ---- | ---- | --- |
| Normaldygnets maximitemperaturs medelvärde | 7,6 | 8,5 | 11,8 | 16,2 | 21,8 | 26,5 | 28,8 | 29,0 | 24,7 | 19,1 | 13,6 | 8,9 |
| Normaldygnets minimitemperaturs medelvärde | 0,6 | 1,2 | 4,1  | 8,0  | 13,5 | 17,5 | 19,6 | 20,1 | 16,2 | 11,2 | 6,8  | 2,0 |
|                                            |     |     |      |      |      |      |      |      |      |      |      |     |
| Nederbörd                                  | 58  | 50  | 49   | 32   | 51   | 50   | 59   | 30   | 63   | 75   | 32   | 61  |

| Diagram | temperaturer i °C • månadsnederbörd i mm | temperaturer i °C • månadsnederbörd i mm | temperaturer i °C • månadsnederbörd i mm | temperaturer i °C • månadsnederbörd i mm | temperaturer i °C • månadsnederbörd i mm | temperaturer i °C • månadsnederbörd i mm | temperaturer i °C • månadsnederbörd i mm | temperaturer i °C • månadsnederbörd i mm | temperaturer i °C • månadsnederbörd i mm | temperaturer i °C • månadsnederbörd i mm | temperaturer i °C • månadsnederbörd i mm | temperaturer i °C • månadsnederbörd i mm |
|         | 58 8 1                                   | 50 9 1                                   | 49 12 4                                  | 32 16 8                                  | 51 22 14                                 | 50 27 18                                 | 59 29 20                                 | 30 29 20                                 | 63 25 16                                 | 75 19 11                                 | 32 14 7                                  | 61 9 2                                   |

## Kommunikationer
Burgas flygplats är stadens flygplats som ligger 10 kilometer från stadskärnan.